# Отшельничество
Отше́льничество, анахоре́тство — аскетическое отречение по различным убеждениям от мирской жизни с максимальным ограничением внешних связей и удалением для жительства в пустынные места.
Отшельничество как спорадическое явление существовало в религиях Индии, Китая, Японии и других стран Востока (индуизм, иудаизм, буддизм, даосизм и др.). В разное время встречались следующие типы нехристианской монашеской жизни: отшельники Сераписа в Египте; аскеты-буддисты; ессеи, жившие подобно монахам у Мертвого моря примерно III века до н. э.; иудейские аскеты, называемые терапевтами, жившие неподалёку от Александрии; гностики неоплатоновского толка; аскеты-приверженцы бога Митры.
Отшельничество в Китае выступало как альтернатива политической карьере, однако идеологически было во многом с нею связано.

## Отшельничество в христианстве

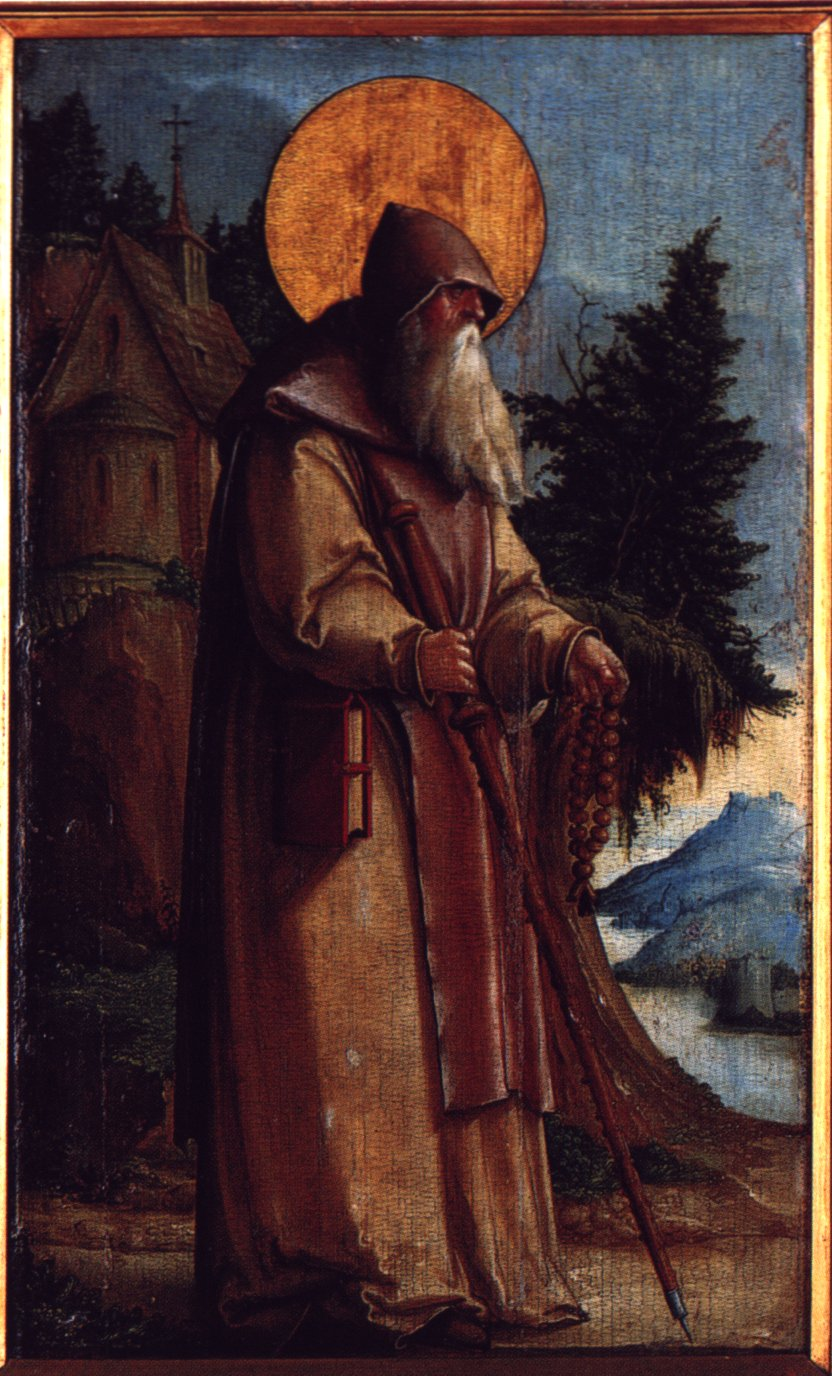
Павел Фивейский — первый известный христианский отшельник

Особенного распространения и развития отшельничество достигло у христиан. Своими предшественниками первые христианские отшельники считали пророка Илию и Иоанна Крестителя. Прообразом будущего отшельничества также служило 40-дневное пребывание одного в пустыне Иисуса Христа, упоминаемое в Евангелиях.
В христианском мире слово «отшельник» означает то же, что и «анахорет» (или еремит — из греческого ἐρημίτης (erēmitēs)), хотя первоначально эти два понятия отличались в соответствии с местом обитания отшельника — анахорет обитал в келье при храме или поблизости от человеческого жилья, а отшельник-пустынник уходил далеко от цивилизации. Отшельничество в христианстве известно с III века и было связано как с преследованиями первохристиан со стороны римских императоров, так и с христианской идеей греховности мира и спасительности отказа от его соблазнов. Первым из известных христианских отшельников (анахоретов) был Павел Фивейский, который ушёл в пустыню, спасаясь от преследований христиан императором Децием.

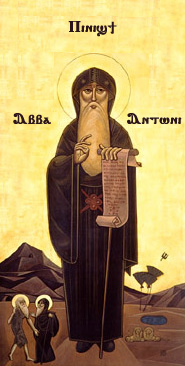
Антоний Великий — один из основателей отшельнического монашества

Примером пустынножительства служит жизнь Антония Египетского, избравшего уединение в двадцатилетнем возрасте и скончавшегося в 356 г. в возрасте 105 лет. Вокруг св. Антония собралось несколько учеников, привлеченных строгостью жизни и дороживших его наставническим руководством.
Постепенно пустынножительство проникает на другие территории. Св. Аммоний († 350), в день бракосочетания уговоривший жену принести обет целомудрия, удалился с нею в Нитрийскую пустыню и основал там колонию монахов. Они не имели общего устава, и каждый отшельник сам определял своё правило и жизненный уклад, хотя по субботним и воскресным дням они вместе собирались в храме для богослужения и наставления.
В Скитской пустыне, лежащей южнее Нитрийской, подвизался в ещё более строгом уединении Макарий Египетский († 390) со своими учениками. Примерно тогда же в местности, называемой «Келлии отшельнические» (пустыня на западном берегу Нила), обосновался со своими последователями Макарий Александрийский († 394). К этой колонии присоединился и Евагрий Понтийский, остававшийся в ней до своей смерти в 399 году. В этот же период в Келиях проживал преподобный Дорофей, пустынник Египетский. Аскетизм, практиковавшийся этими пустынниками был невероятно суровым. 
Египетские пустынники, по-видимому, оказали большое влияние на сирийских отшельников, которые довели аскезу до крайности. Они отрицали всякую дисциплину, предпочитали странствующий образ жизни в диких и пустынных местностях, отказались полностью от ручного труда, посвятив свою жизнь непрерывной молитве.
В Палестине, напротив, аскеты вели почти неподвижную жизнь, прилепляясь к святым местам, чтобы иметь защиту и совершать богослужение. К четвёртому веку их ряды значительно пополнились из числа паломников; их также посещали св. Иероним, св. Павла Римская и Иоанн Кассиан.
Таким образом, зародившись в египетской пустыне, к концу IV в. отшельничество распространилось в Палестине, Каппадокии, Армении, а затем в Галлии, Испании и Италии. Постепенно в результате стремлений аскетически настроенных христиан к более совершенному образу жизни, отшельничество превращается в один из важнейших церковных институтов — монашество. Впоследствии отшельничество исчезло в западном христианстве, но сохранилось в восточном.
Самым важным источником информации о пустынножительстве служит Житие св. Антония, написанное св. Афанасием в 357 г. Другим полезным документом являются Apophthegmata Patrum или изречения известных отшельников. Наконец, следует упомянуть, что характерная для более позднего периода, более четко оформившаяся монашеская жизнь представлена в Historia monachorum in Aegypto, запечатлевшей жизнь монахов в конце четвёртого века, и в написанной Палладием († 431) Historia Lausaica (История Лавсаика), повествующей о монашеской жизни в Египте, Палестине, Сирии и Малой Азии.
Одним из наиболее ранних и известных примеров отшельничества в пустыне является житие святой V века н. э. Марии Египетской, написанное Софронием Иерусалимским.
В православии отшельничество — форма монашеского, «скитского» или «пустынного» жития, уединения, связанного с добровольным принятием помимо общих уставных дополнительных аскетических обетов (например, усиленной молитвы, строгого постничества, молчальничества).
Первоначальное христианство не знало монашества. И лишь со второго века новой эры появляются монахи (отшельники)-христиане. Происхождение монашества в христианстве связано с именем св. Антония Великого.

## Другие религии

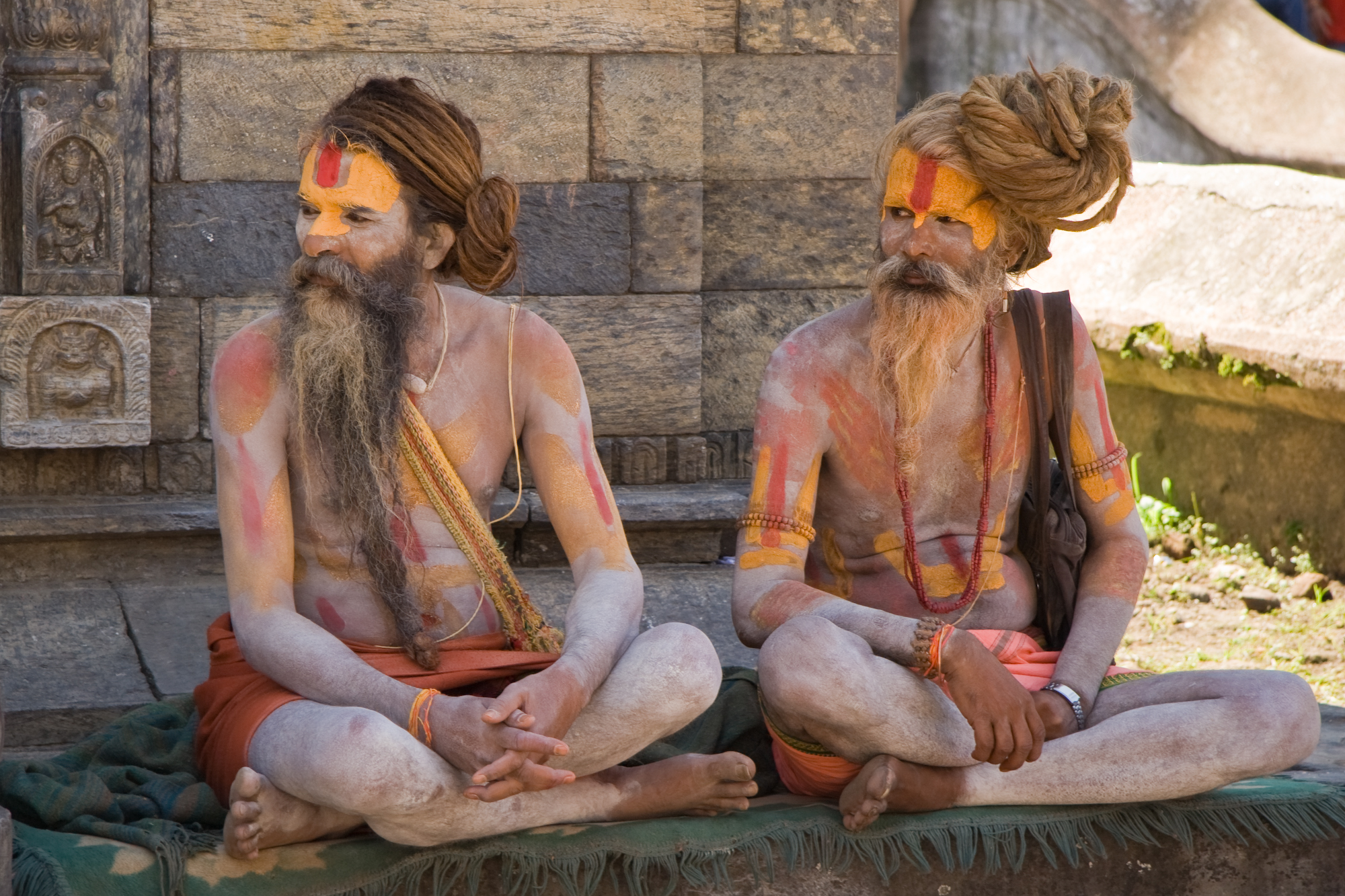
Два «садху», индуистских отшельника, возле храма Пашупатинат в Катманду

С религиозной точки зрения, уединенный образ жизни является одной из форм аскетизма, где отшельник отказывается от мирских забот и удовольствий, чтобы приблизиться к Богу или божествам. Они поклоняются и почитают его. Эта практика проявляется в индуизме, буддизме и суфизме. Даосизм также имеет долгую историю аскетизма. В аскетической отшельнической жизни, отшельник ищет уединения для медитации, созерцания и молитвы без отвлечений на контакт с человеческим обществом. Аскетические дисциплины могут также включать упрощенную диету и / или ручной труд в качестве средства поддержки.